# خوان اسپینو
خوان اسپینو (انگلیسی: Juan Espino؛ زادهٔ ۹ اکتبر ۱۹۸۰) ورزشکار هنرهای رزمی ترکیبی اهل اسپانیا است. وی از سال ۲۰۰۹ میلادی تاکنون مشغول فعالیت بوده‌است.